# Novi Atos
Novi Atos, gruz. ახალი ათონი, grč. Νέος Άθως je grad u Gruziji u sastavu odmetnute pokrajine Abhazije.
Prema procjeni iz 2011. godine, u gradu je živjelo 1.518 stanovnika. Smješten je na obali Crnog mora, 22 km od Suhumija, glavnog grada Abhazije. Grad je u povijesti bio poznat pod imenima Nikopol, Acheisos, Anakopija, Nikopija, Nikofija, Nikopsis, Absara, and Psyrtskha. Pećina u Novom Atosu je glavna turistička atrakcija Abhazije.

## Povijest
Na mjestu današnjeg Novog Atosa, u 3. stoljeću, bila je velika starogrčka luka Anakopija. Ruševine grada još uvijek su vidljive. U 5. stoljeću Gruzijci su sagradili tvrđavu na vrhu Iberijske gore (Anakopijske gore). Anakopija je bila glavni grad abhaške kneževine u sastavu Bizanta, te Kraljevine Abhazije, kada se arhont Leon II. proglasio kraljem, krajem 8. stoljeća. Kasnije je prijestolnica prenesena u Kutaisi.
Demetro je ustupio Anakopiju Bizantu 1033. godine, ali su je Gruzijci ponovo zauzeli 1072. godine, zajedno s drugim područjima koje je Gruzija stekla nakon poraza Bizantinaca od strane Seldžuka u Bitci kod Mancikerta.

## Gradovi prijatelji
New Athos is twinned with the following city:
- Sergijev Posad, Rusija
- Sarov, Rusija
- Ryazan, Rusija
- Calasetta, Italija
- Srijemski Karlovci, Srbija